# Basilina

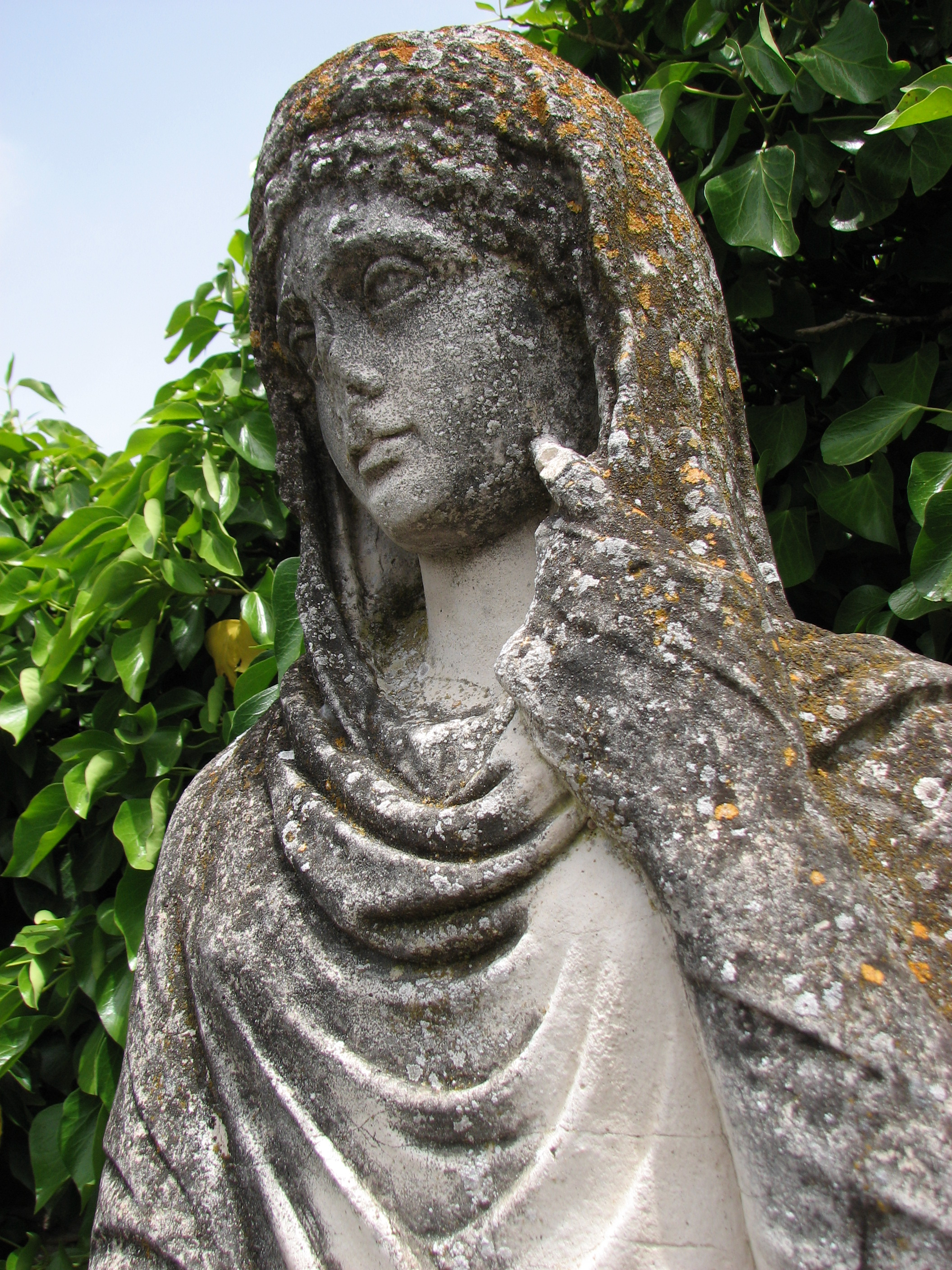
Palla (statue du Ier siècle trouvée à Ostie).

Basilina était la mère de l'empereur romain Julien. Sa date de naissance est inconnue, sans doute vers 310. Elle mourut jeune, en 331 ou même 332 selon certains historiens, en tout cas avant 337.
Elle était la fille de Julius Julianus.
Elle épouse en secondes noces Jules Constance. Elle se convertit au christianisme et patronne l'église d'Éphèse, puis embrasse l'hérésie d'Arius, combat l'orthodoxie et fait exiler l'évêque d'Andrinople, saint Eutrope.